# O Páramo
O Páramo è un comune spagnolo di 1 907 abitanti situato nella comunità autonoma della Galizia.